# Atrévete (programa de radio)
Atrévete es el programa despertador de la emisora musical española Cadena Dial, perteneciente a Prisa Radio, emitido desde septiembre de 2000, de lunes a viernes de 6:00 a 11:00. Según la segunda ola del EGM 2018, Atrévete es el segundo programa despertador de la radio musical en España más escuchado, con 1.249.000 oyentes diarios. Desde el 29 de septiembre de 2022 es presentado por Jaime Moreno , siendo el octavo presentador del programa, con Saray Esteso e Isidro Montalvo como copresentadores del formato. Sebastián Maspons ‘Maspi’ , Saray Esteso, Iván Arévalo y David del Río completan el equipo.

## Etapas del programa

### Etapa de Juan Ochoa (2000-2006)
Atrévete se estrenó el 4 de septiembre de 2000, con Juan Ochoa al frente, y con Macarena Berlín, Jaime Moreno, Fernando Herranz, Joaquín Hurtado, Sebastián Maspons y Juan Luís Mejías como copresentadores, haciéndose cargo del programa hasta junio de 2006.

### Etapa de Javier Cárdenas (2006-2010)
En septiembre de 2006, Javier Cárdenas se convirtió en presentador del morning-show de la cadena del Grupo Prisa. Durante su etapa en el programa, Cárdenas tuvo lugar  "El crucero de los Atrevidos", la de regalar un crucero por el Principado de Mónaco y Niza a sus oyentes, tanto en 2008 como en 2009. En el de este último año, además les acompañarían varios artistas conocidos como Manuel Carrasco
y Chenoa. Además, se introdujo la sección de bromas telefónicas, realizadas por Isidro Montalvo, y que se convirtieron en un elemento fundamental en el programa.
En verano de 2010, antes del fin de la temporada radiofónica, Javier Cárdenas anunció su marcha de Cadena Dial, y por tanto de Atrévete, su destino, Europa FM. Rápidamente, se anunció que su sustituto sería Óscar Martínez.

### Etapa de Óscar Martínez (2010-2012)
El 30 de agosto de 2010, Óscar Martínez se estrenó al frente del programa matutino. Su aventura al frente de este programa duró hasta 2012, cuando el locutor abandonó la cadena de Grupo Prisa para fichar por Cadena 100.

### Etapa de Frank Blanco (2012-2013)
En 2012, Frank Blanco se estrenó al frente de Atrévete, tras ser relevado del  Anda ya de Los 40, para sustituir a Óscar Martínez. Sin embargo, tan sólo permaneció un año, ya que pese a seguir en el Grupo Prisa los resultados no fueron los esperados y la audiencia le dio la espalda

### Etapa de Jaime Cantizano (2013-2017)
El 26 de agosto de 2013, Jaime Cantizano tomó el relevo de Frank Blanco, para presentar Atrévete. Su etapa fue la más exitosa del programa, logrando sus mejores resultados. En esta etapa, el programa sufrió muchos cambios, uno de ellos en el equipo, donde Sebastián Maspons e Isidro Montalvo recuperaban su estatus en el espacio tras la marcha de Blanco, la copresentadora pasó a ser Mar Montoro, que en 2014, anunció que abandonaría su puesto de copresentadora en Atrévete, pasando a ocuparlo Patricia Imaz, y también alargaron la duración del programa, terminando a las 11 en lugar de las 10.
En junio de 2017, Jaime Cantizano anunció que abandonaría Cadena Dial, y que su sustituto en Atrévete sería Manel Fuentes.

### Etapa de Manel Fuentes (2017-2019)
El 28 de agosto de 2017, Manel Fuentes se estrenó al frente del programa, siendo el sexto presentador del programa. En esta etapa, el programa se actualizó, cambiando parte del equipo, pero sin cambiar los copresentadores principales.
En junio de 2019, se anunció que Manel Fuentes abandonaría Cadena Dial y que su sustituto en Atrévete sería Luis Larrodera.

### Etapa de Luis Larrodera (2019-2022)
El 2 de septiembre de 2019, se estrenó la nueva temporada de Atrévete, con Luis Larrodera al frente, siendo el séptimo presentador del programa. El resto del equipo se mantiene hasta el abandono de Patricia Imaz para copresentar Dial tal cual, sustituida en 2021 por Saray Esteso.

### Etapa de Jaime Moreno (2022-...)
El 29 de agosto de 2022, el subdirector Jaime Moreno se estrena como titular de Atrévete, tras estar en el equipo del programa durante toda su trayectoria.
- De momento: Lunes 29 de agosto de 2022 a viernes 23 de julio de 2023:
- isidro Montalvo no está más en la dinámica del día a día y nunca se explicó el porqué!! El ya no publica casi cosas de cadena dial y además en el programa quedó reducido a una broma a las 7.40hs 
  - Al frente:
    - Jaime Moreno
    - Saray Esteso

  - Colaboradores:
    - Rocio Ramos Paul
    - Isidro Montalvo
    - Eva y qué
    - MJ Aledón
    - Susana Espelta
    - Luis Alberto Zamora